# Xysticus obscurus
Xysticus obscurus es una especie de araña cangrejo del género Xysticus, familia Thomisidae. Fue descrita científicamente por Collett en 1877.

## Distribución geográfica
Habita en América del Norte, Europa y Rusia (Europa al Lejano Oriente).